# Клас 250cc
Клас 250cc — колишній формат змагань на мотоциклах у чемпіонаті світу з шосейно-кільцевих мотоперегонів MotoGP. Назва класу вказує на максимальний дозволений робочий об'єм двигунів мотоциклів, який був обмежений 2550 см³. Був присутній у чемпіонаті починаючи з дебютного сезону 1949 року. У сезоні 2010 був замінений класом Moto2.

## Історія
Клас 250cc був введений вже у першому чемпіонаті світу з шосейно-кільцевих мотоперегонів, що проходив під егідою міжнародної мотоциклетної федерації (FIM), нарівні з класами 500cc, 350cc, 125cc та 600cc з колясками. У першій гонці сезону, яка відбулась 17 червня 1949 року на острові Мен, перемогу здобув ірландець Манліф Баррінгтон на мотоциклі Moto Guzzi. Сама гонка складалась із 7 кіл загальною протяжністю 264,25 миль, а середня швидкість переможця склала 77,99 км/год. У ті часи британські гонщики часто ігнорували інші європейські етапи, тому за підсумками сезону найкращим став італієць Бруно Руффо.
У 1976 році організатори змагань, з метою зменшення витрат на гонитву технологій команд, обмежили максимальну кількість циліндрів двигуна двома, а число передач було обмежене на рівні шести.
Остання гонка класу пройшла 8 листопада 2009 року у Валенсії, а її тріумфатором став іспанець Ектор Барбера на Aprilia.

## Рекорди
- Всього за 61-річну історію класу переможцями гонок ставали 140 різних гонщиків[2].
- Загалом чемпіоном світу класу 250cc хоча б один раз стало 37 гонщиків, найбільш успішним з яких виявився італієць Макс Б'яджі, якому 4 сезони поспіль не було рівних (1994-1997).
- Німець Антон Манг виграв найбільше гонок класу — 37, та здобув найбільшу кількість подіумів — 60.
- Наймолодшим чемпіоном класу став іспанець Дані Педроса (в сезоні 2004) у віці 19 років та 18 днів; найстаршим — німець Герман Пауль Мюллер (1955) — 45 років і 287 днів.
- Наймолодшим переможцем гонки є знову ж таки Педроса, який виграв Гран-Прі Південної Африки—2004 у віці 18 років і 202 дні. Найстарший переможець — британець Артур Вілер, якому на момент його тріумфу на Гран-Прі Аргентини сезону 1962 виповнилось 46 років та 70 днів[3].